# Self Liquidating Offer
Unter Self Liquidating Offer („SLO“, zu Deutsch: „Selbst liquidierendes Angebot“) versteht man ein sogenanntes „Vorspannangebot“ (auch „Vorspannen“), bei dem ein Zweitartikel von oft beträchtlichem Wert, der meist weit über dem des Erstartikels liegt, zur Verkaufsförderung des Erstartikels eingesetzt wird.
Der Kunde kann zu Selbstkosten oder sehr geringen Kosten einen anderen Artikel erwerben, der mit dem eigentlichen Artikel direkt oder auch gar nicht in Verbindung steht. Coca-Cola bietet zum Beispiel diverse Artikel als SLO an (z. B. Badetaschen). Zum Alkohol werden passende Gläser angeboten oder zum Kaffee wird eine Kaffeedose verkauft.

## Hintergründe
Handelsunternehmen wie z. B. Verbrauchermärkte und SB-Warenhäuser bieten regelmäßig Produkte zu Preisen an, die so knapp kalkuliert sind, dass am Ende keinerlei Deckungsbeitrag von diesen Artikeln erwirtschaftet wird. Ziel ist die Kundenbindung von Stammkunden sowie die Erhöhung der Kundenfrequenz und die Gewinnung von Neukunden, die durch diese günstigen Sonderangebote angesprochen werden.
Bei dieser Sonderform der operativen Sortimentsplanung wird das Stammsortiment gedanklich um sogenannte Self-Liquidators bzw. Self-Liquidating-Offers (SLO) ergänzt, bei denen nur ein kostendeckender Preis angestrebt wird (besonders attraktive Angebote mit Zugabecharakter, die sich selbst liquidieren).

## Sonstiges
Nicht zu verwechseln mit „Self Liquidation Offer“.